# Eremobates tuberculatus
Espèce
Synonymes
- Datames tuberculatus Kraepelin, 1899

Eremobates tuberculatus est une espèce de solifuges de la famille des Eremobatidae.

## Distribution
Cette espèce est endémique de Californie aux États-Unis,.

## Description
Le mâle holotype mesure 15 mm.
Le mâle décrit par Roewer en 1934 mesure 15 mm et la femelle 18 mm.

## Publication originale
- Kraepelin, 1899 : Zur Systematik der Solifugen. Mitteilungen aus dem Naturhistorischen Museum in Hamburg, vol. 16, p. 195–259 (texte intégral).